# Girolamo Coffari
Girolamo Coffari, Barone, Signore di Gilferraro (Cammarata, 29 agosto 1843 – Palermo, 5 marzo 1928), è stato un imprenditore e politico italiano.
Di antica stirpe nobiliare siciliana, latifondista, è stato consigliere comunale e sindaco di Cammarata, consigliere provinciale e membro della deputazione provinciale di Agrigento, deputato per sei legislature e senatore a vita dal 1911.